# Mahemdavad
Mahemdavad es una ciudad de la India en el distrito de Kheda, estado de Guyarat.

## Geografía
Se encuentra a una altitud de 34 m s. n. m. a 57 km de la capital estatal, Gandhinagar, en la zona horaria UTC +5:30.

## Demografía
Según estimación 2011 contaba con una población de 34 585 habitantes.